# 布雷尼亚诺
布雷尼亚诺（義大利語：Bregnano），是意大利科莫省的一个市镇。总面积6平方公里，人口6077人，人口密度1012.8人/平方公里（2009年）。ISTAT代码为013028。